# Csenger
Csenger is een plaats (város) en gemeente in het Hongaarse comitaat Szabolcs-Szatmár-Bereg. Csenger telt 5085 inwoners (2005).
De plaats is gelegen aan de Roemeense grens. In de komende jaren wordt gestart met de aanleg van de snelweg M49. Deze snelweg zal bij de plaats Őr.  aansluiten op de M3.